# Proceso de hominización

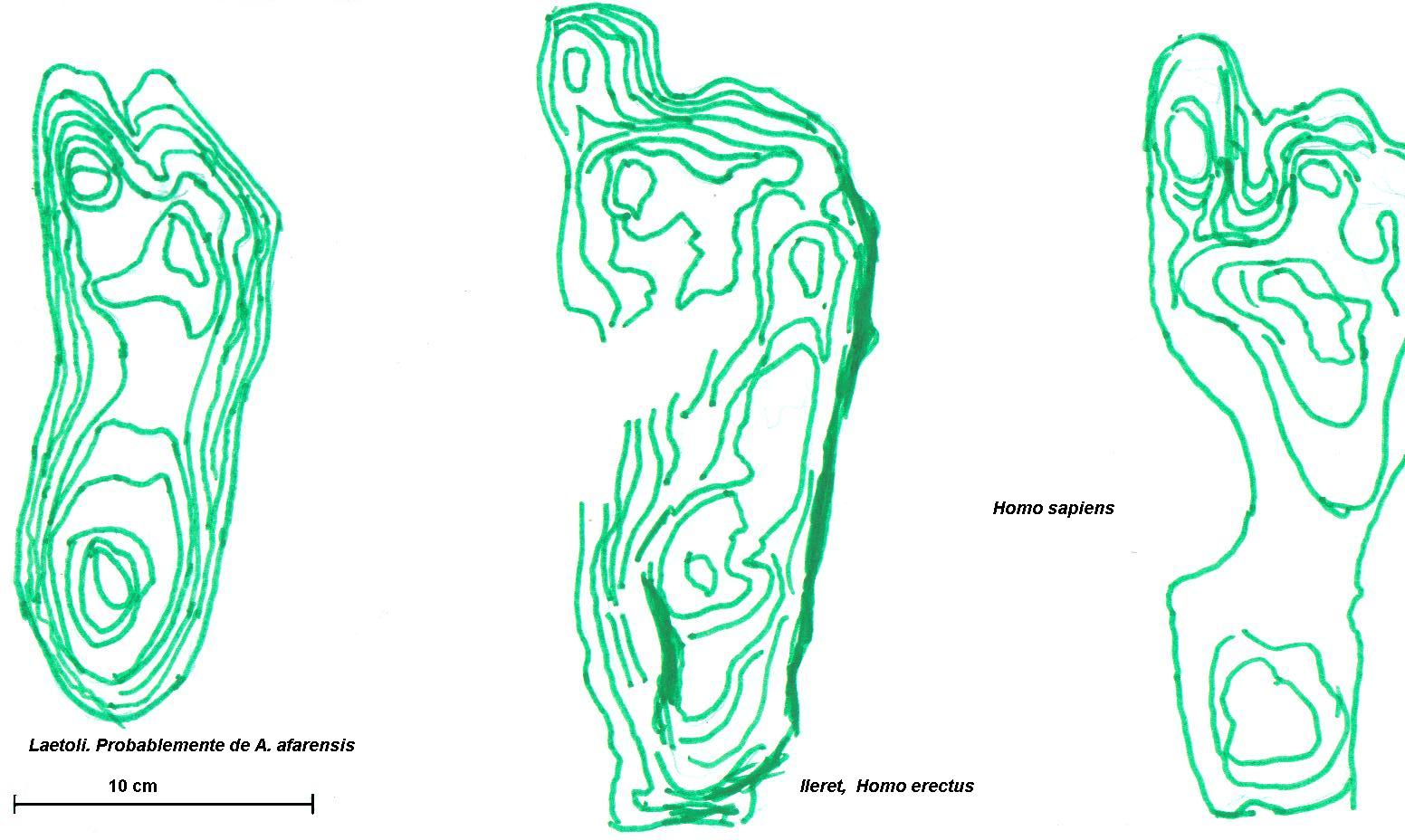
El bipedismo es uno de los hitos del proceso de hominización. Comparación de las huellas de:
Izquierda: Australopithecus afarensis (3,6 Ma)
Centro: Homo erectus (1,5 Ma)
Derecha: Homo sapiens (actual).

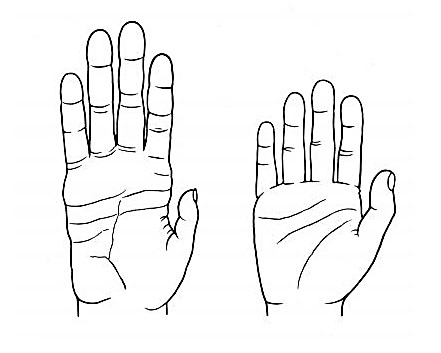
Comparación de la mano de un chimpancé (izquierda) y la humana (derecha)

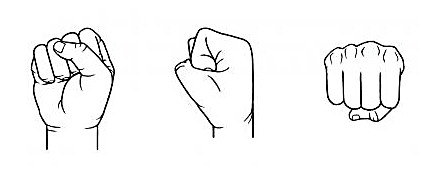
La mano humana cerrada (puño)

Hominización o antropogénesis es el conjunto de procesos que transformaron progresivamente un linaje de primates en humanos. El proceso evolutivo biológico concernió al grupo de los homininos (Hominina) a partir de la divergencia entre el último ancestro común de los grandes simios (monos antropomorfos, que forman junto como los homininos el grupo de los homínidos —Hominidae—), hace más de cinco millones de años, lo que se conoce como evolución humana.
El término y el concepto que designa fueron acuñados por Édouard Le Roy en su obra Les origines humaines et l'évolution de l'intelligence (Traducido como:Orígenes humanos y la evolución de la inteligencia), publicación de un curso impartido en el Collège de France entre 1928 y 1929. Con anterioridad el término había sido utilizado en un texto inédito de Pierre Teilhard de Chardin en 1924. 
Como proceso de evolución cultural no se restringe a cambios anatómicos o fisiológicos, sino a cambios etológicos o conductuales, no innatos sino culturales, que se produjeron y transmitieron paralelamente, tanto en la cultura material (cuya parte más conocidas son las herramientas provenientes de la talla lítica —industria lítica—) como en el lenguaje, la organización social, las mentalidades, las tradiciones, la producción intelectual (técnicas e ideas precientíficas y pretecnológicas, creencias, creación artística) y todo tipo de formas de relacionarse entre sí y con el medio natural (cuyo estudio es más especulativo, al basarse en inferencias y deducciones a partir de los restos materiales y las conclusiones que pueden extraerse de los estudios antropológicos).

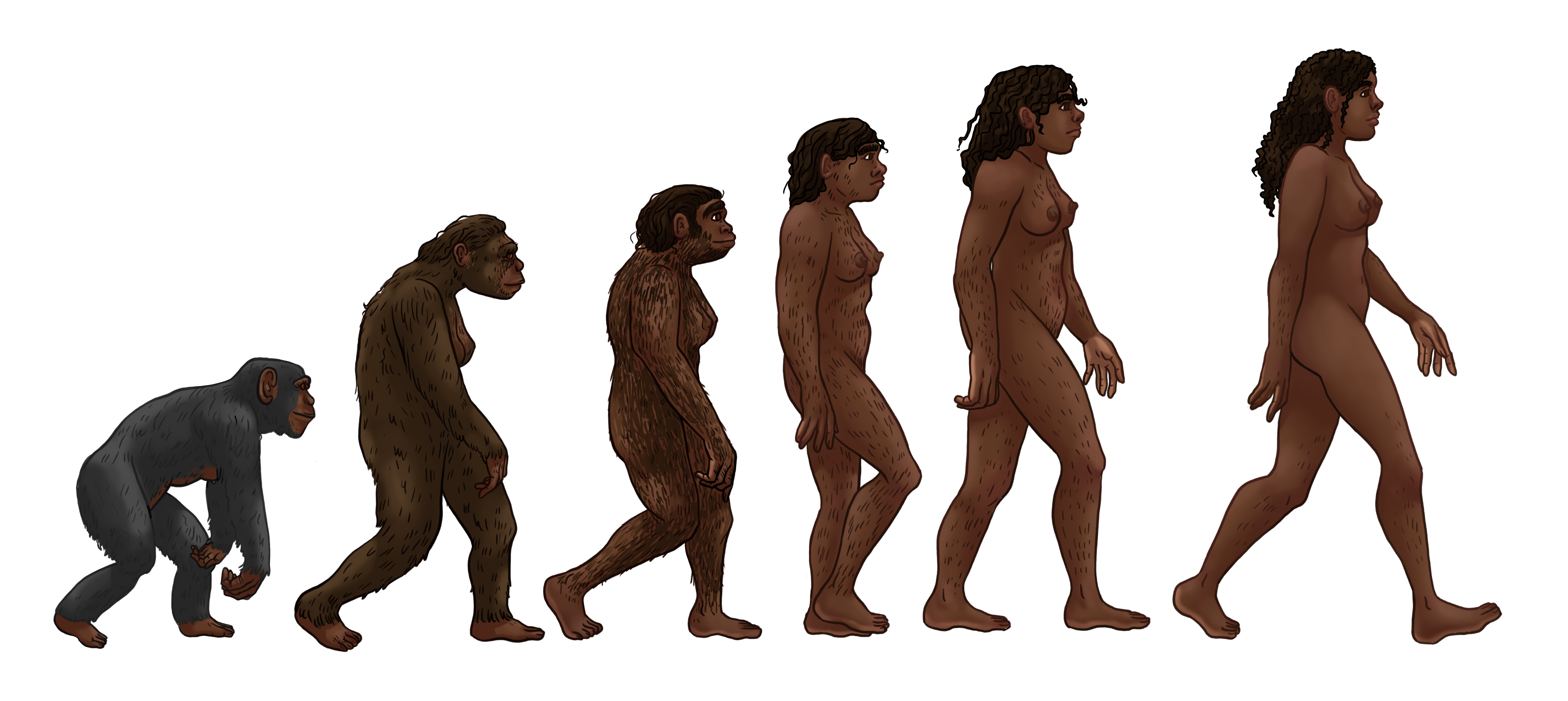
La marcha del progreso, imagen de la hominización muy popular, pero erronea debido a su representación linear y escalista de la evolucion humana en lugar de filogenética.

## Cambios anatómicos
Según diversos estudios paleoantropológicos, el proceso evolutivo de los homínidos incluyó modificaciones anatómicas significativas, como el desarrollo de la bipedestación,  un incremento en la capacidad craneal (encefalización) y adaptaciones a cambios ambientales. Estas transformaciones se consideran clave para diferenciar a los homínidos de otros primates.

### Grandes cambios en el esqueleto
Los cambios en el esqueleto se explican fundamentalmente por el cambio de la postura corporal dominante a la denominada postura o posición erguida o erecta (ortostasis u ortostatismo —vulgarmente, estar "de pie"—) y el bipedismo; cuya causa suele relacionarse con el cambio de hábitat de los primeros hominidos (de un entorno selvático a un entorno de sabana).
- Las extremidades inferiores se alargan y el pie se hace plantígrado (se apoya toda la planta). El dedo gordo se sitúa en el mismo plano que los otros cuatro dedos.
- Las extremidades superiores se alargan y quedan libres, lo que favoreció la manipulación de objetos y el desarrollo de la pinza del pulgar. La versatilidad de la mano humana es una condición fundamental.
- El cráneo se inserta por su base en la columna vertebral, que a su vez adquiere una forma en "S".
- La pelvis se acorta y se robustece, lo cual permite una mayor sujeción de los músculos glúteos, necesarios para caminar erguido.

#### Evolución del tamaño corporal en humanos
El aumento del tamaño corporal en los homínidos a lo largo de la evolución está relacionado con múltiples factores ecológicos y adaptativos, siendo la disponibilidad de recursos alimenticios uno de ellos. Si bien es cierto que el desarrollo tecnológico (como herramientas de caza y procesamiento de alimentos) permitió un mayor acceso a nutrientes, otros elementos clave incluyen:
1. Cambios metabólicos: El aumento del cerebro requirió mayor energía, favoreciendo cuerpos más grandes.[11]
2. Presiones selectivas: La termorregulación en diferentes climas influyó en la masa corporal, dando lugar a cuerpos más robustos en latitudes altas (Regla de Bergmann).[12]
3. Competencia interespecífica: La necesidad de defensa contra depredadores.

Mientras que Australopithecus promedio medía ~1.2-1.4m, Homo erectus alcanzaba ~1.6-1.8m, coincidiendo con:
- Dominio del fuego (~1.5 Ma).
- Mejoras en técnicas de caza.
- Expansión a nuevos ecosistemas.

| Especie      | Estatura promedio | Periodo    | Innovaciones asociadas     |
| ------------ | ----------------- | ---------- | -------------------------- |
| H. sapiens   | 1.5-1.8 m         | >0.3 Ma    | Tecnología lítica avanzada |
| H. erectus   | 1.6-1.8 m         | 1.9-0.1 Ma | Uso sistemático del fuego  |
| A. afarensis | 1.2-1.4 m         | 3.9-2.9 Ma | Bipedestación completa     |

#### Evolución del dimorfismo sexual en homininos
El dimorfismo sexual en estatura ha disminuido significativamente a lo largo de la evolución de los homininos. Los primeros homininos, como Australopithecus afarensis, mostraban un marcado dimorfismo (machos ~30-50% más grandes), similar al de los grandes simios actuales, lo que sugiere una intensa competencia entre machos. Con la aparición de Homo erectus, esta diferencia se redujo notablemente (~15-20%), reflejando cambios en la estructura social hacia sistemas más cooperativos.

En humanos modernos (Homo sapiens), el dimorfismo es moderado (hombres ~7-15% más altos), resultado de presiones evolutivas hacia una menor competencia física entre machos y adaptaciones a estrategias de subsistencia cooperativas. Aunque en épocas recientes la brecha ha disminuido ligeramente en algunas poblaciones debido a mejoras nutricionales, la reducción más drástica ocurrió durante la transición de Australopithecus a Homo, vinculada a cambios en el comportamiento social y reproductivo.

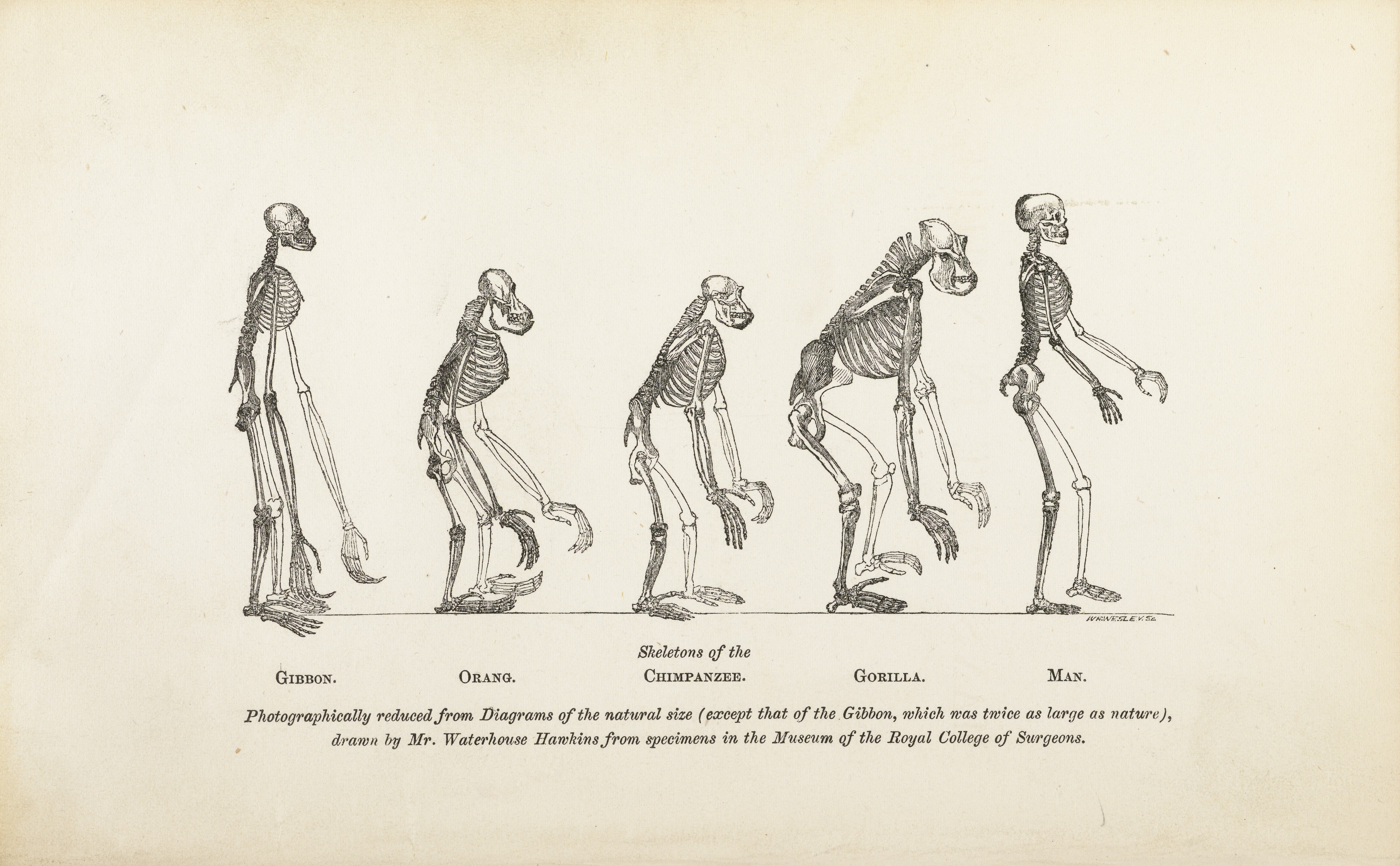
Ilustración del libro de Thomas Henry Huxley Evidence as to man's place in Nature.
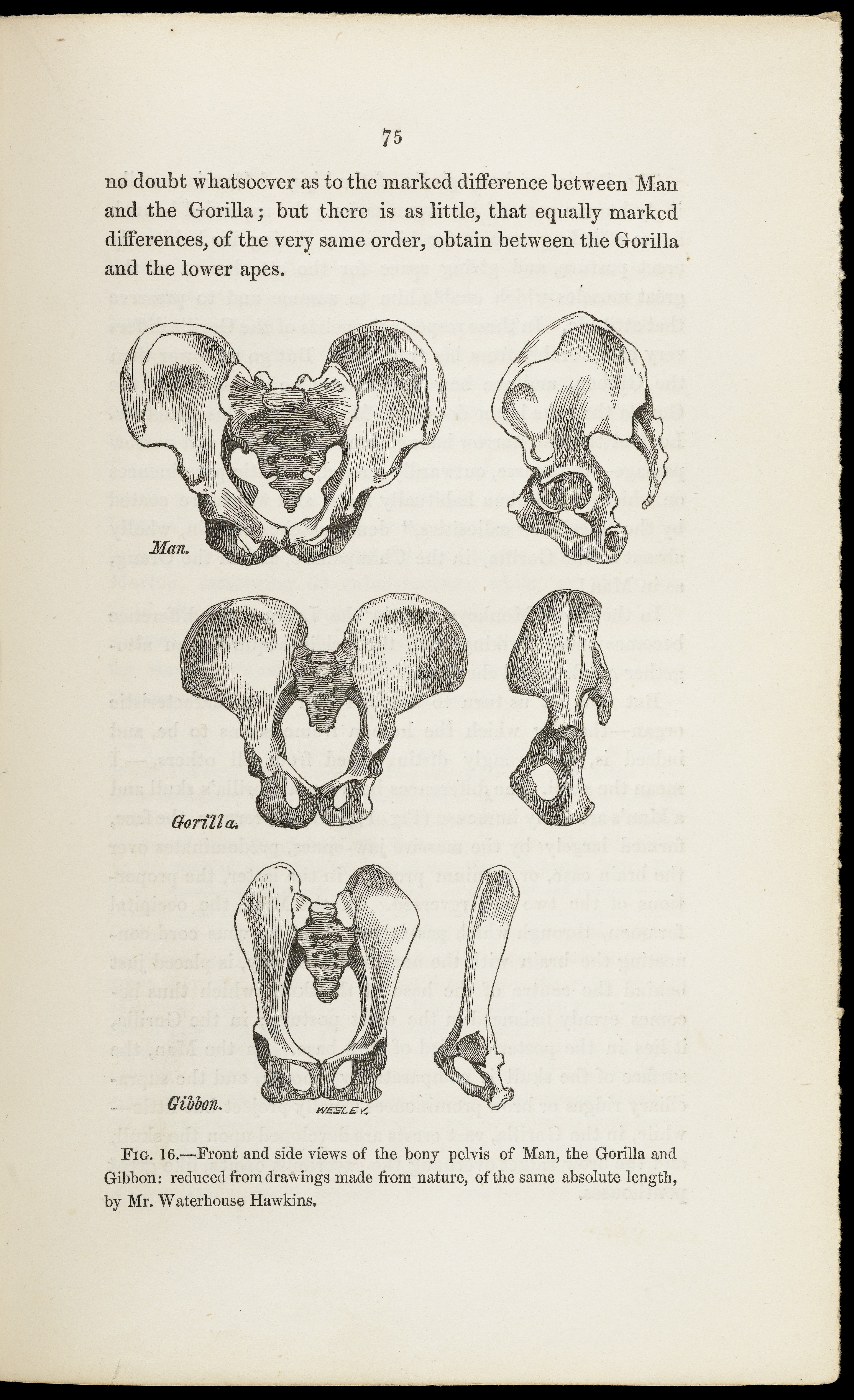
Ídem.
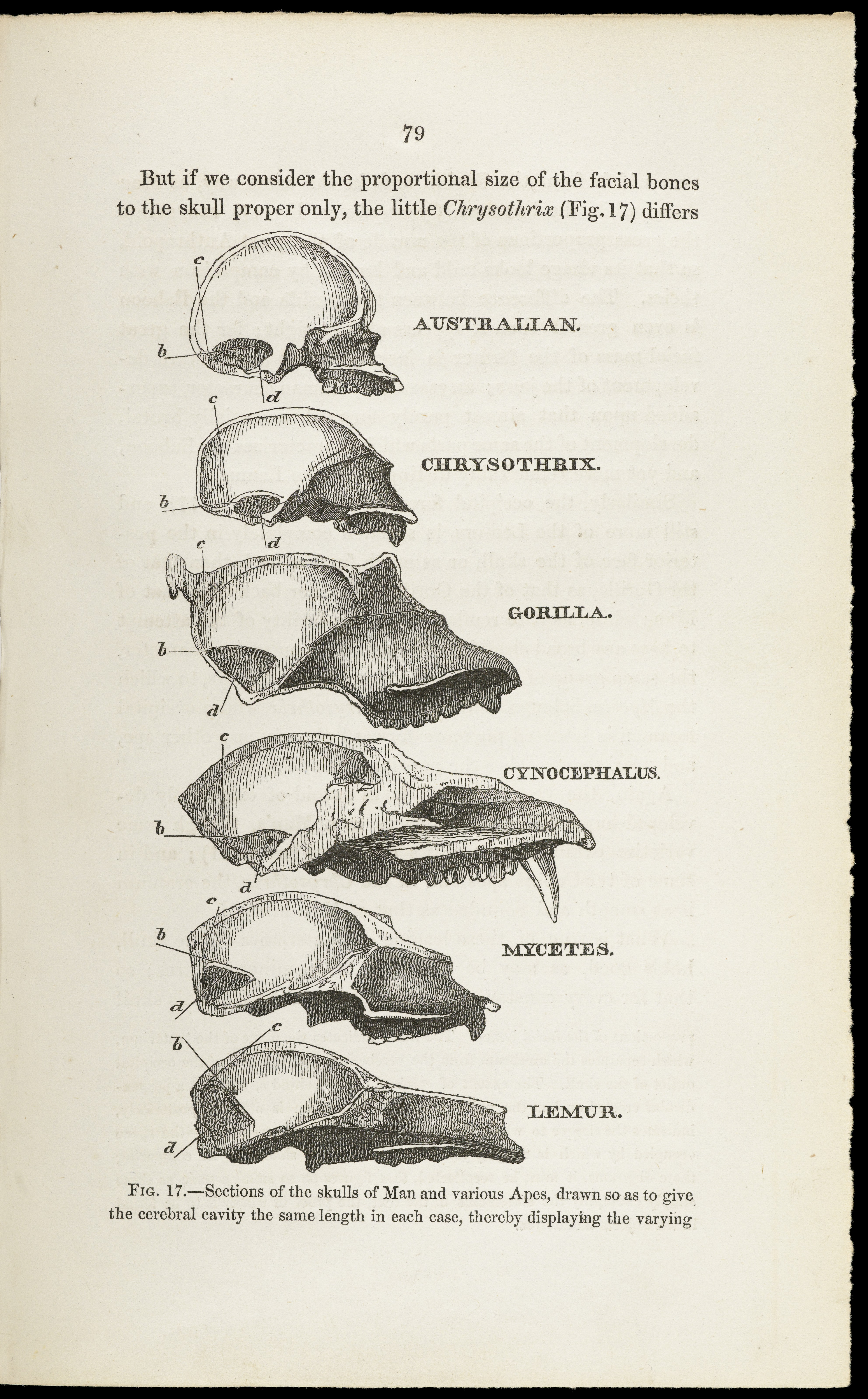
Ídem.

### Aumento de la capacidad craneal
La expansión progresiva de la capacidad craneoencefálica constituye uno de los hitos evolutivos más significativos en la radiación de los homínidos, correlacionándose directamente con el desarrollo de capacidades neurocognitivas sin precedentes en el reino animal. Este fenómeno biocultural incluye:
1. Lenguaje simbólico complejo.
2. Planificación estratégica a largo plazo.
3. Tecnología lítica acumulativa.[7]

Documentado paleoneurológicamente desde el Plioceno tardío (~3.9 Ma) hasta el Holoceno, este proceso manifiesta una presión selectiva multifactorial hacia la encefalización, particularmente marcada en el género Homo, donde el volumen endocraneal experimentó:
- Un incremento del 300% respecto a Australopithecus.
- Una reorganización neuroanatómica cualitativa.

La selección natural favoreció este costoso tejido nervioso (consumiendo el 20% de la energía basal) debido a su valor adaptativo en entornos sociales y ecológicos complejos. 
| Taxón                  | Biocronología (Ma) | Comentarios | Capacidad craneal (cm³) | Cráneo |
| ---------------------- | ------------------ | --- | ----------------------- | ------ |
| Homo sapiens           | ~0,3-0,0           | El hueso frontal se desarrolla haciéndose más vertical, con lo que aparece la característica frente humana, el torus supraorbital se reduce y los lóbulos parietales y frontales se expanden. | 1300–1500               |        |
| H. ergaster H. erectus | 1,9-0,1            | Desarrollo de un hueso frontal más vertical, aunque aún con torus supraorbital prominente. | 800–1100                |        |
| Homo habilis           | 2,4-1,4            | Primeros miembros del género Homo. Primeras evidencias de un ligero aumento en el lóbulo frontal, relacionado con herramientas líticas.                                                       | 500–700                 |        |
| Australopithecus       | 3,9-2,0            | Morfología similar a los grandes simios, con un hueso frontal inclinado y ausencia de frente vertical.                                                                                        | 340–500                 |        |

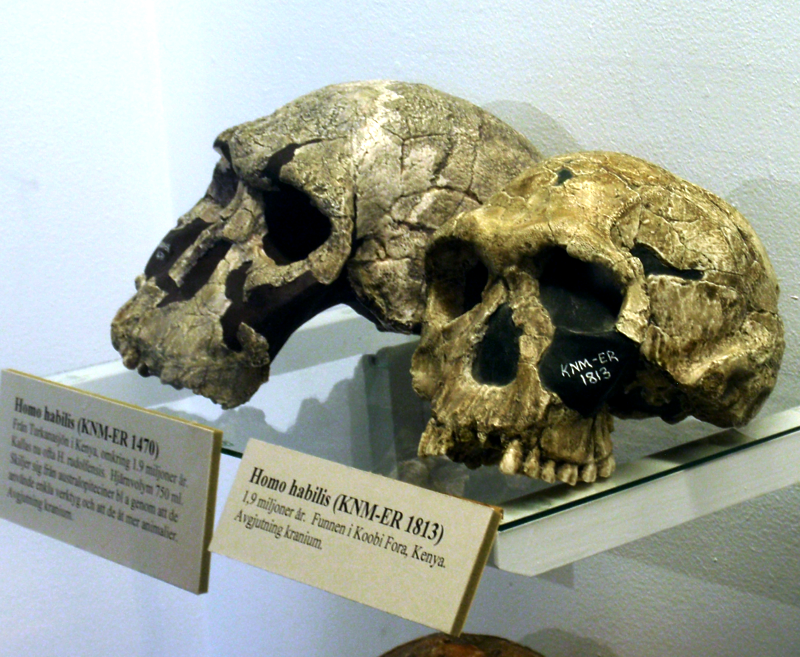
Homo rudolfensis y Homo habilis.
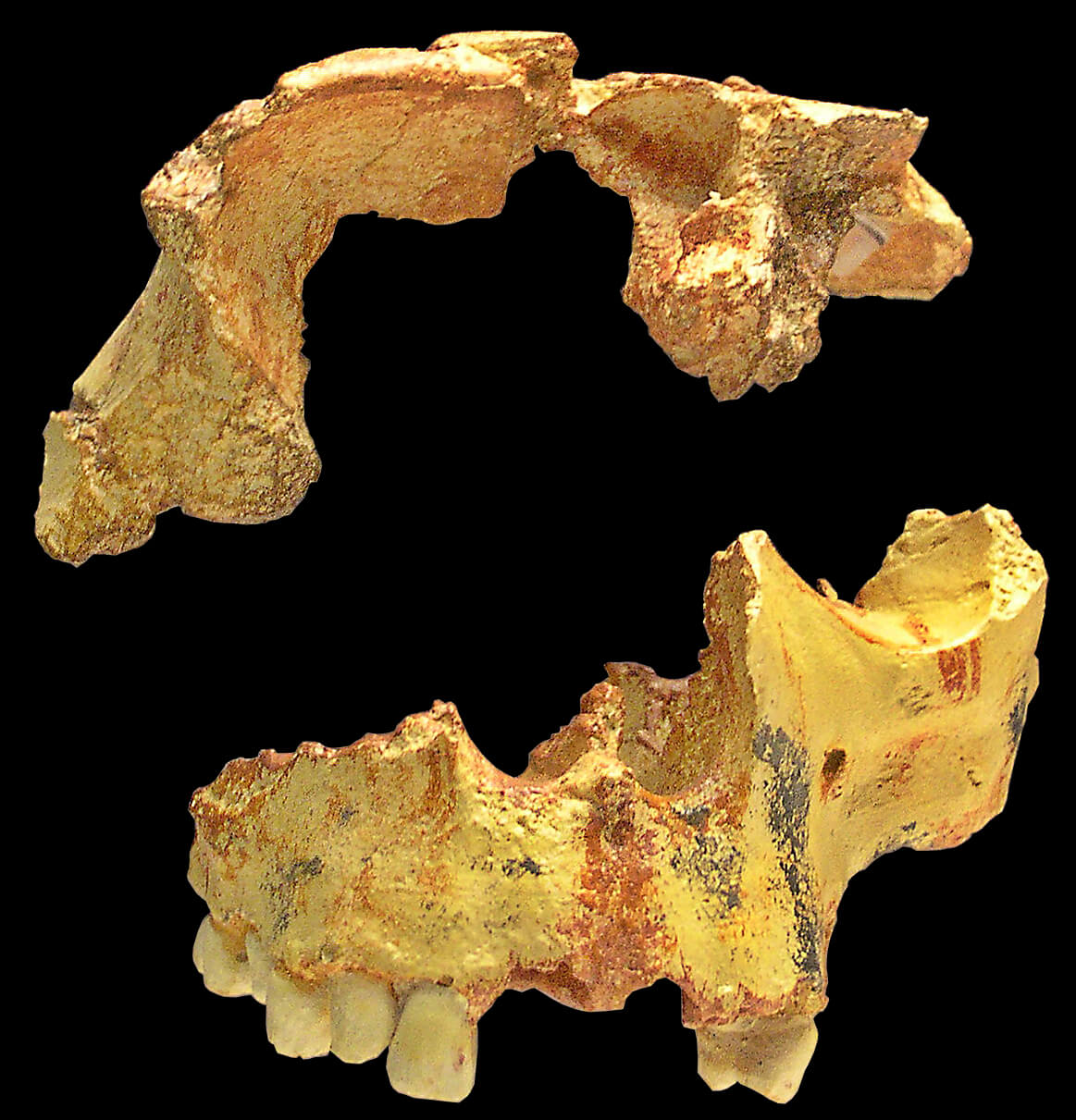
Fragmento de cráneo de Homo antecessor.
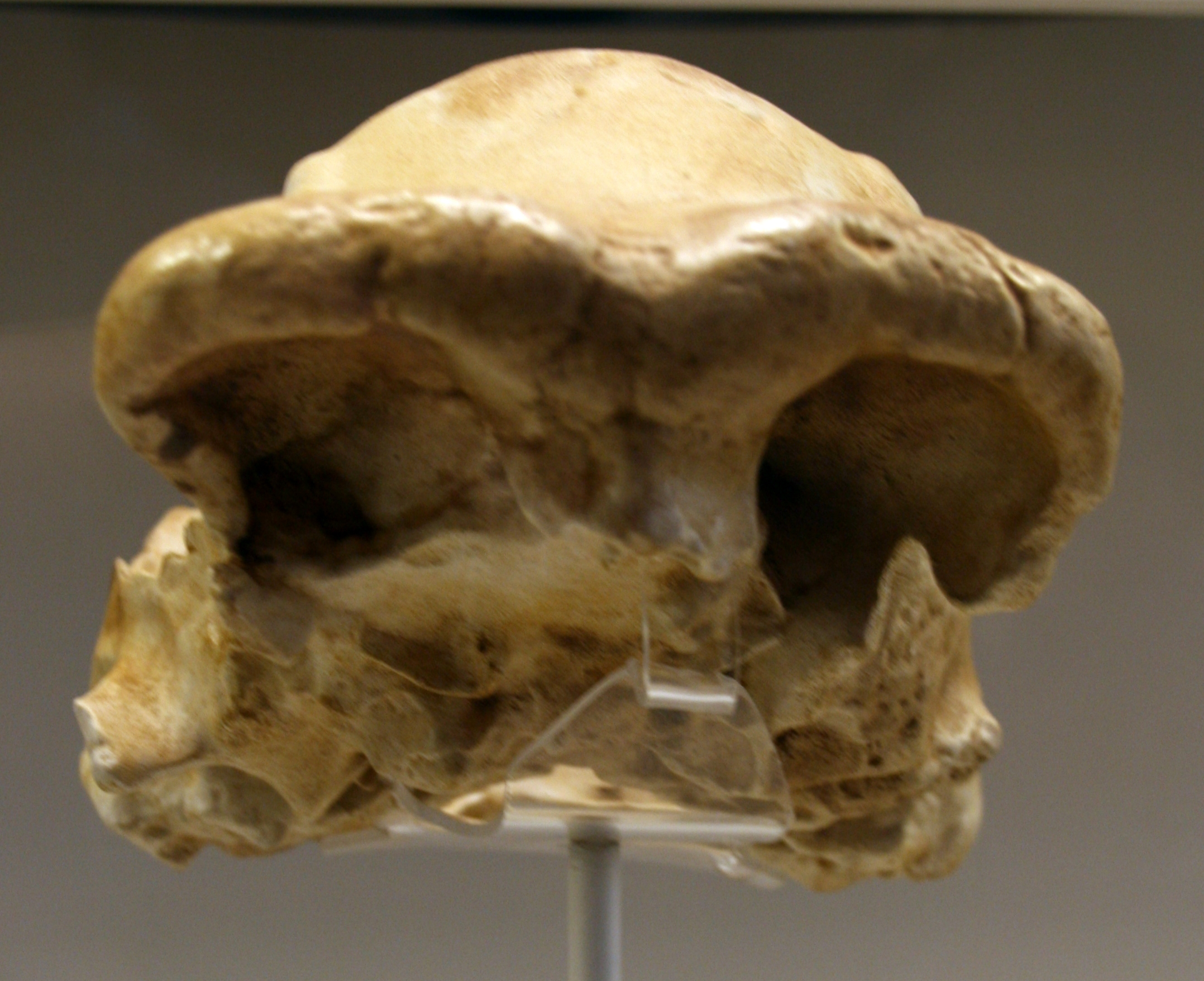
Fragmento de cráneo de Homo ergaster u Homo erectus.
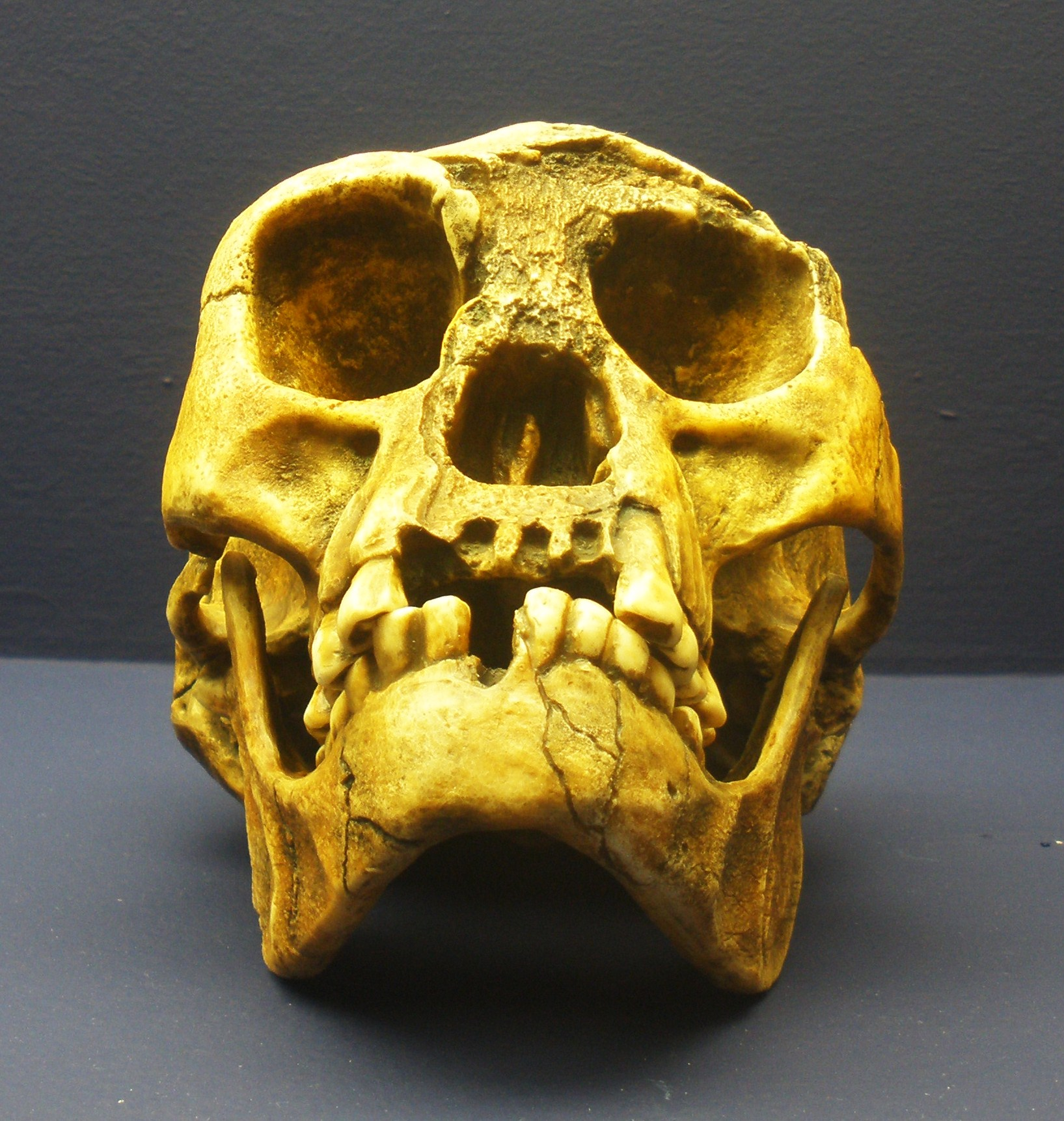
Homo floresiensis.
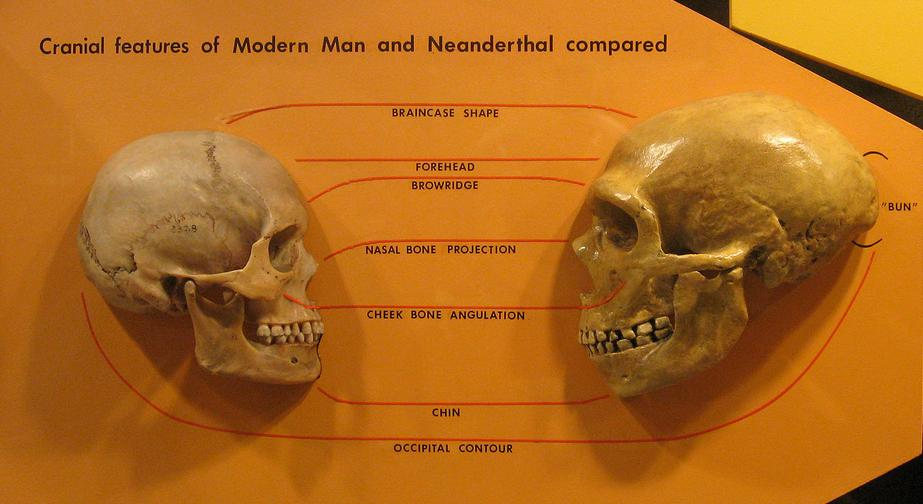
Comparación de los cráneos de Homo neanderthalensis y Homo sapiens.

#### Implicaciones evolutivas
- Encefalización: Aumento en la relación entre el tamaño del cerebro y la masa corporal, medida mediante el cociente de encefalización (EQ). Los humanos modernos tienen un EQ de alrededor de 5 (frente a 2,5 en chimpancés).
- Reorganización cerebral: Expansión de áreas asociadas al lenguaje (lóbulo temporal) y funciones ejecutivas (corteza prefrontal).
- Restricciones obstétricas: El parto humano se ve limitado por el canal pélvico estrecho (producto de la bipedación), lo que favorece un crecimiento cerebral postnatal acelerado.[22]

Este desarrollo no fue lineal, sino el resultado de presiones adaptativas multifactoriales (dieta, sociabilidad, tecnología) para optimizar el balance entre:
1. La adquisición de capacidades cognitivas avanzadas (inteligencia).
2. Las demandas metabólicas de un tejido neural energéticamente costoso.
3. Las restricciones anatómicas impuestas por la biomecánica bípeda.

Este sofisticado balance adaptativo culminó en la singular complejidad neurosimbólica que caracteriza a Homo sapiens, manifestada en pensamiento abstracto, lenguaje articulado, conducta simbólica (arte, rituales) y planificación a largo plazo.

### Neotenia
Frente a otras especies, los humanos desarrollan una marcada retención de características juveniles en la etapa adulta (neotenia) y una infancia prolongada, que probablemente está relacionada con la gran plasticidad cerebral.
Los humanos presentan rasgos neoténicos, como:
- Cráneo esferoidal, similar al de una cría de chimpancé, pero que en Homo sapiens persiste en adultos.
- Cara corta y plana, con menos prognatismo que otros primates.
- Dependencia prolongada. Los humanos nacen altriciales y tardan años en ser autosuficientes, a diferencia de otros mamíferos.

Estos rasgos sugieren que, evolutivamente, se ha priorizado el desarrollo cerebral sobre la maduración física rápida. En términos estadísticos el tamaño del cerebro humano en los neonatos representa solo una cuarta parte (25.77%) del tamaño del cerebro de un adulto, mientras que en los chimpancés es un 35.55% y en los orangutanes un 37.61%.

### Pérdida de vello corporal
El vello corporal disminuyó drásticamente durante la evolución humana, reduciéndose principalmente al cabello de la cabeza (que crece de forma continua) y al vello en zonas que se desarrollan como caracteres sexuales secundarios a partir de la pubertad (vello púbico, axilas y en algunos grupos, barba). Esta reducción se interpreta como una adaptación clave en entornos de sabana abierta, donde la termorregulación eficiente fue crítica. La pérdida de pelo denso, combinada con un aumento de glándulas sudoríparas, optimizó la disipación de calor durante actividades de esfuerzos prolongados como la caza por persistencia. Simultáneamente, la menor densidad pilosa redujo la infestación por ectoparásitos (como piojos y ácaros), minimizando riesgos de enfermedades infecciosas.
Estudios genómicos sugieren que la pérdida del pelo se consolidó hace ~1.2 Ma en África, coincidiendo con el uso habitual de refugios que incrementaron la exposición a parásitos. Posteriormente, tras la expansión de Homo erectus a latitudes septentrionales, la especie se adaptó cambiando el color de la piel, no recuperando el vello. Otras hipótesis incluyen la selección sexual, donde la piel visible pudo servir como indicador de salud. Aunque morfológicamente el ser humano parece "desnudo", conserva folículos pilosos en densidad similar a los chimpancés. La diferencia radica en que la mayor parte del pelo corporal es fino y corto, excepto en las áreas mencionadas.

## Evolución de la dieta: implicaciones cognitivas y morfológicas

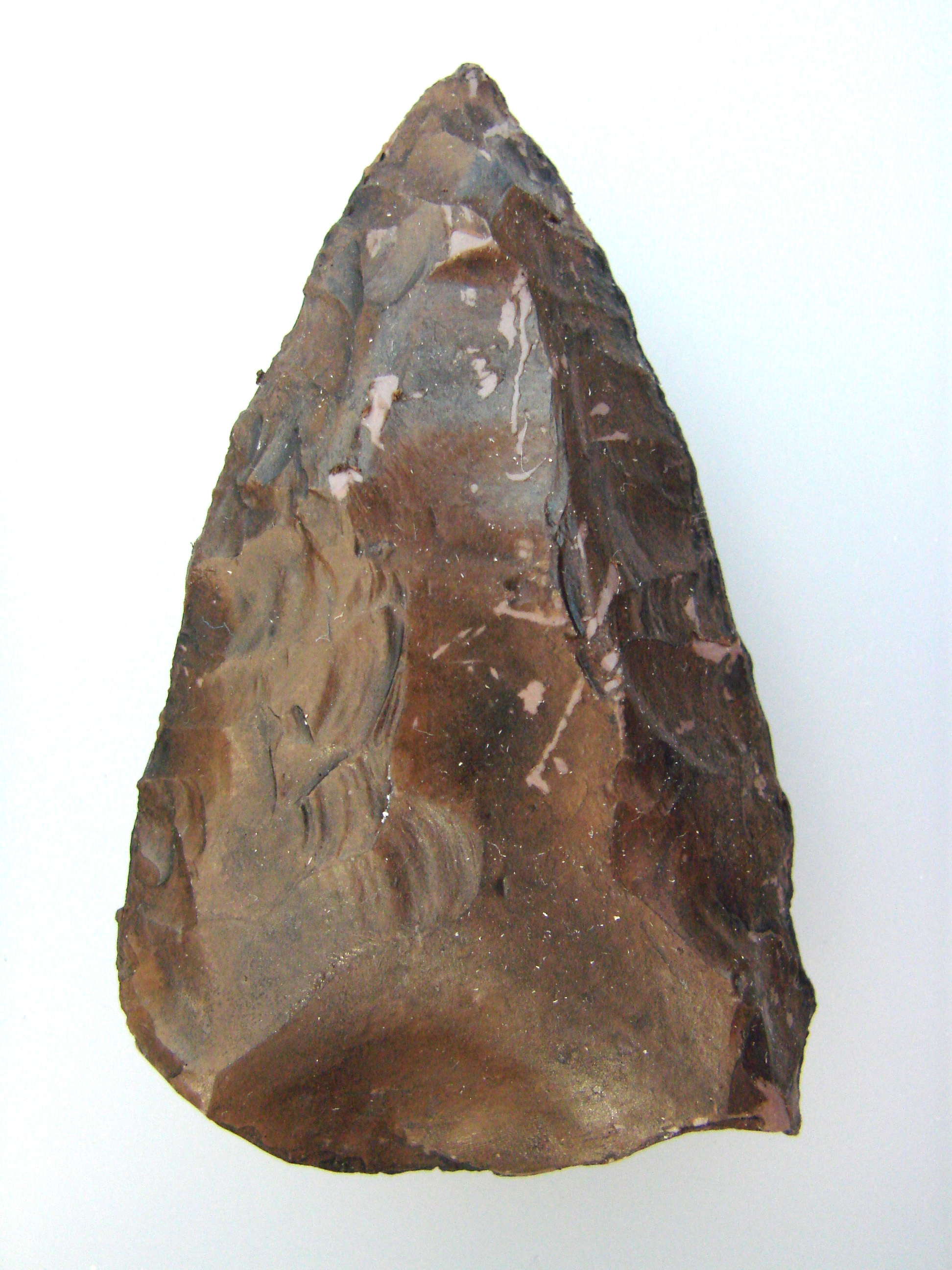
Herramienta musteriense, modo 3 (técnica Levallois), propia del Paleolítico Medio

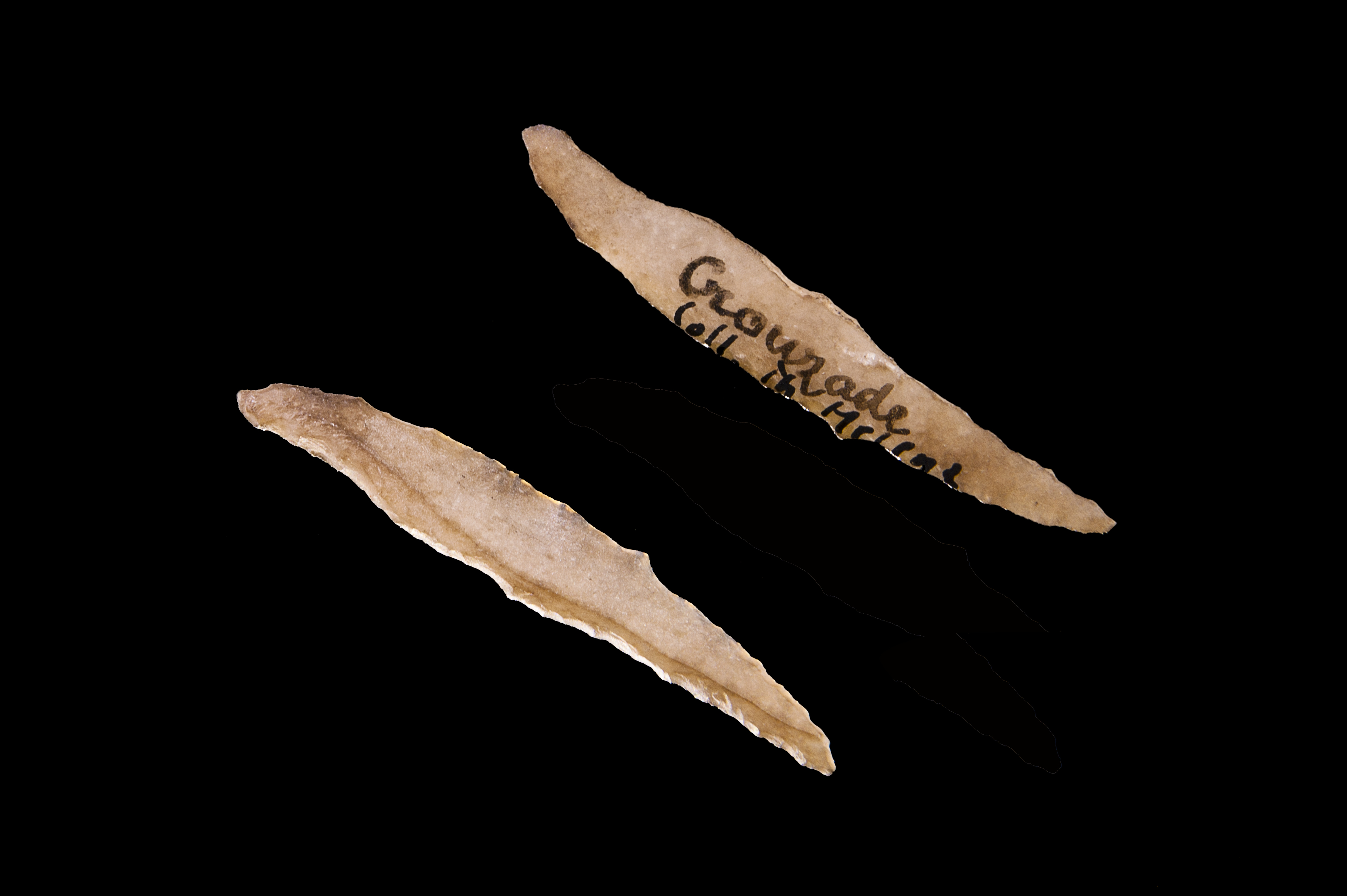
Herramienta auriñaciense, modo 4 (hojita Dufour microlitos), propia del Paleolítico Superior

Los cambios paleoclimáticos ocurridos durante el Zancliense y el Piacenziense (3.6-1.5 Ma), caracterizados por una progresiva aridificación del continente africano y la expansión de ecosistemas de sabana, impulsaron una significativa transición dietética en los homininos. Mientras que sus antepasados directos, los Australopithecus, mantenían una dieta predominantemente herbívora y frugívora, basada en frutos, hojas y tallos, los primeros representantes del género Homo (H. abilis y H. erectus) desarrollaron un patrón alimenticio marcadamente omnívoro y oportunista.
Esta adaptación a una dieta más variable e impredecible, que incluía un mayor consumo de recursos animales (carroña, caza menor) y vegetales subterráneos, requirió el desarrollo de capacidades cognitivas avanzadas:
- Planificación compleja: Necesaria para la fabricación y uso sistemático de herramientas líticas (Industria Olduvayense), organización de partidas de caza y recolección y procesamiento de alimentos.
- Memoria espacial ampliada: Fundamental para recordar la ubicación de recursos dispersos, rutas migratorias de animales y fuentes de materias primas para herramientas.
- Cooperación social: Imprescindible para actividades grupales como la caza mayor y la defensa contra depredadores.
- Uso y dominio del fuego, que redujo el esfuerzo masticatorio.

Estos desafíos favorecieron la selección natural de cerebros más grandes y complejos. El aumento del cociente de encefalización requirió, a su vez, una infancia prolongada, que permitió una extensión del aprendizaje y la asimilación de habilidades técnicas y sociales. Esta combinación de flexibilidad dietética, innovación tecnológica y desarrollo cerebral prolongado sentó las bases del éxito adaptativo del linaje humano.

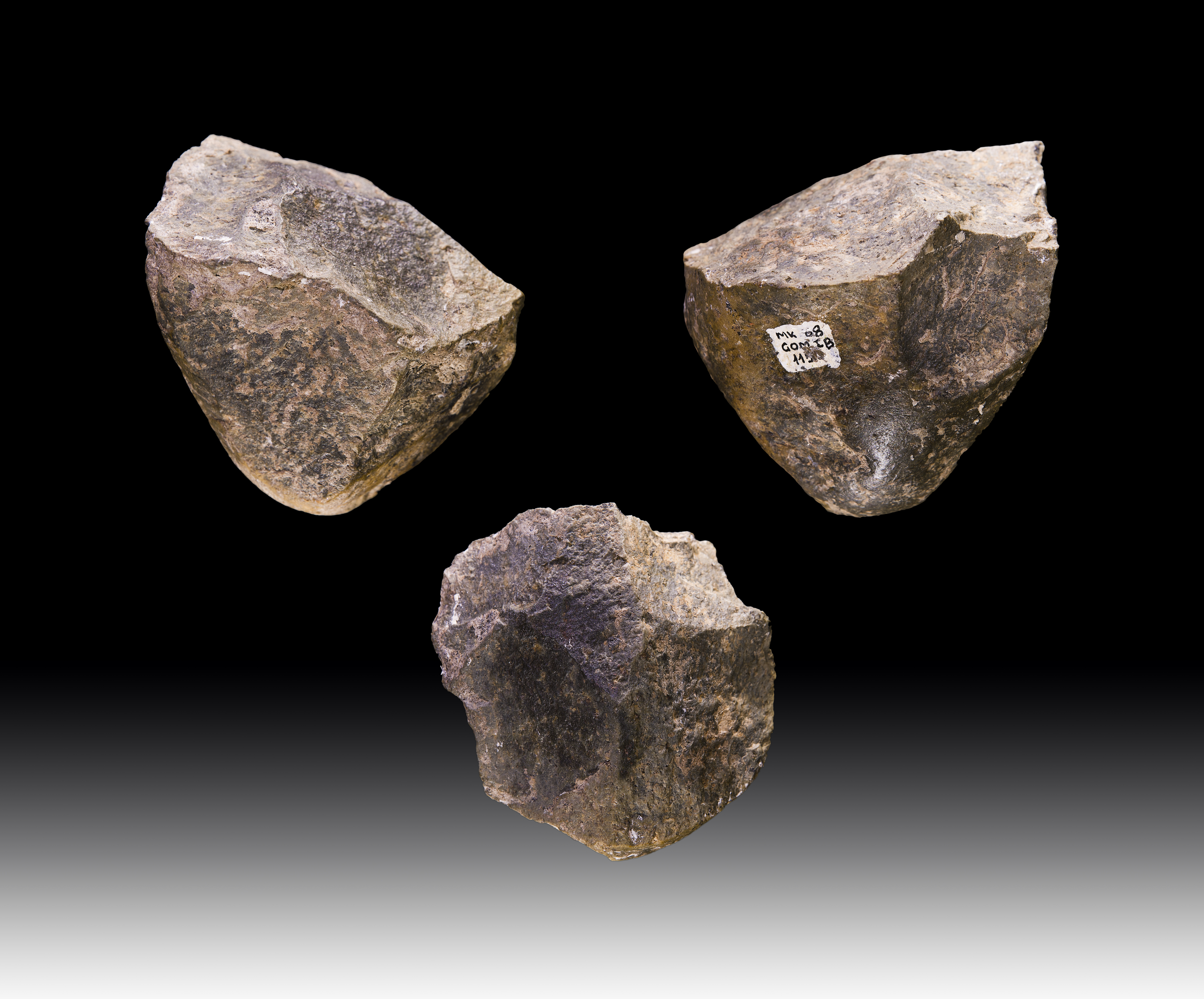
Herramientas olduvayenses, modo 1 (choppers), la primera tecnología.

## Desarrollo del lenguaje
El lenguaje humano permitió una mejora trascendental en la coordinación de los grupos y la transmisión de conocimientos, disparando la capacidad de evolución cultural y posibilitando el inicio del pensamiento simbólico.
- El desarrollo progresivo del área de Broca, una parte del cerebro relacionada con el habla. Los Homo ergaster y Homo heidelbergensis usaban el lenguaje pero de forma diferente.
- La modificación en la posición de la laringe, la cual en el género Homo ocupó una posición más baja que en el resto de los primates.
- En la Sima de los Huesos del yacimiento de Atapuerca se han encontrado restos tan completos de Homo heidelbergensis que se puede reconstruir hasta el oído medio, de íntima conexión con la capacidad de comunicarse con sonidos.[46]

## El fuego
El control del fuego fue una innovación tecnológica crítica en la evolución humana, permitiendo a los homininos paleolíticos obtener calor, protegerse de depredadores y cocinar alimentos. Su dominio transformó patrones sociales y biológicos. Las evidencias sugieren que su manejo fue un proceso escalonado:
- Fase oportunista (~1.5-1 Ma): Uso de incendios naturales (rayos, volcanes) para obtener brasas, sin capacidad de reignición.
- Fase de mantenimiento (~1-0.8 Ma): Conservación prolongada de brasas en "guardafuegos" (recipientes de piedra o hueso), como sugieren restos arqueológicos en Zhoukoudian y la Cueva Wonderwerk en Sudáfrica, donde se encuentra la evidencia más antigua de fuego usado para procesar alimentos  (~1 Ma):[52] homininos, probablemente Homo erectus,[53] procesaron restos faunísticos, según análisis de marcas de corte en huesos con signos de calcinación y microestratigrafía de cenizas. Se desconoce si el fuego fue obtenido deliberadamente o si se aprovechó de fuentes naturales.[54]
- Fase de ignición deliberada (>0.8 Ma): Desarrollo de técnicas para crear fuego ex novo (fricción, percusión mineral), documentado en sitios neandertales como Abric Romaní (España). La socialización del fuego está atestiguada desde hace ~0.8 Ma en el yacimiento de Gesher Benot Ya'aqov en el Vado de Jacob.[55][56]

A partir del Paleolítico Superior (~0.03 Ma) en Eurasia se intensificó la expansión de poblaciones humanas hacia latitudes septentrionales y entornos más fríos, donde la movilidad estacional se volvió crucial para la subsistencia. La capacidad de transportar fuego se convirtió en un factor clave para la supervivencia durante estos desplazamientos. Para garantizar su disponibilidad, se emplearon tres métodos principales para producir fuego:
- Taladro de arco (con variantes como arados y sierras): fricción sostenida sobre yesca.
- Pistones de fuego: aprovecha la compresión adiabática del aire en un cilindro de madera y un pistón.
- Encendedor de chispa: percusión de materiales piritosos contra sílex.[58]

Estas tecnologías muestran paralelismos con herramientas paleolíticas de Homo sapiens, sugiriendo un origen común y distribución vinculada a los patrones de migración humana.

#### Impactos biológicos y sociales
Una vez controlado, el fuego supuso un hito tecnológico que redefinió la ecología humana y generó transformaciones clave:
- Biológicas: la cocción aumentó la absorción de nutrientes, como almidones y proteínas, facilitando el desarrollo del cerebro y reduciendo el tamaño del aparato digestivo.[60][61]
- Expansión geográfica:[62] colonización de regiones frías de Eurasia.[49]
- Sociales: las fogatas actuaron como espacios de cohesión social para compartir alimentos, transmitir conocimientos y desarrollar comunicación simbólica. Se extendió la actividad a horas nocturnas mediante iluminación artificial.

## La monogamia
La monogamia es el sistema de emparejamiento predominante en el ser humano moderno (Homo sapiens), incluso en sociedades que permiten ciertas formas de poligamia. A diferencia de otros primates, este rasgo ha sido objeto de debate en la paleoantropología, con hipótesis que sugieren su aparición temprana en el proceso de hominización como adaptación con ventajas evolutivas, como la inversión parental y la reducción de conflictos sociales.
Algunos estudios vinculan su desarrollo con la bipedestación y cambios en la estructura social de los homininos, aunque su origen exacto sigue discutido.